# Changy (Marne)
Pour les articles homonymes, voir Changy.
Changy est une commune française, située dans le département de la Marne en région Grand Est.

## Géographie
| Saint-Quentin-les-Marais | Bassuet | Vavray-le-Grand |
|                          | Changy  | Heiltz-l'Évêque |
| Vitry-en-Perthois        | Merlaut | Outrepont       |

### Hydrographie
La commune est dans la région hydrographique « la Seine de sa source au confluent de l'Oise (exclu) » au sein du bassin Seine-Normandie. Elle est drainée par la Chée, la Vière, le Fossé 01 de Lièvremont,.
La Chée, d'une longueur de 69 km, prend sa source dans la commune de Seigneulles et se jette  dans la Saulx à Vitry-en-Perthois, après avoir traversé 21 communes. 

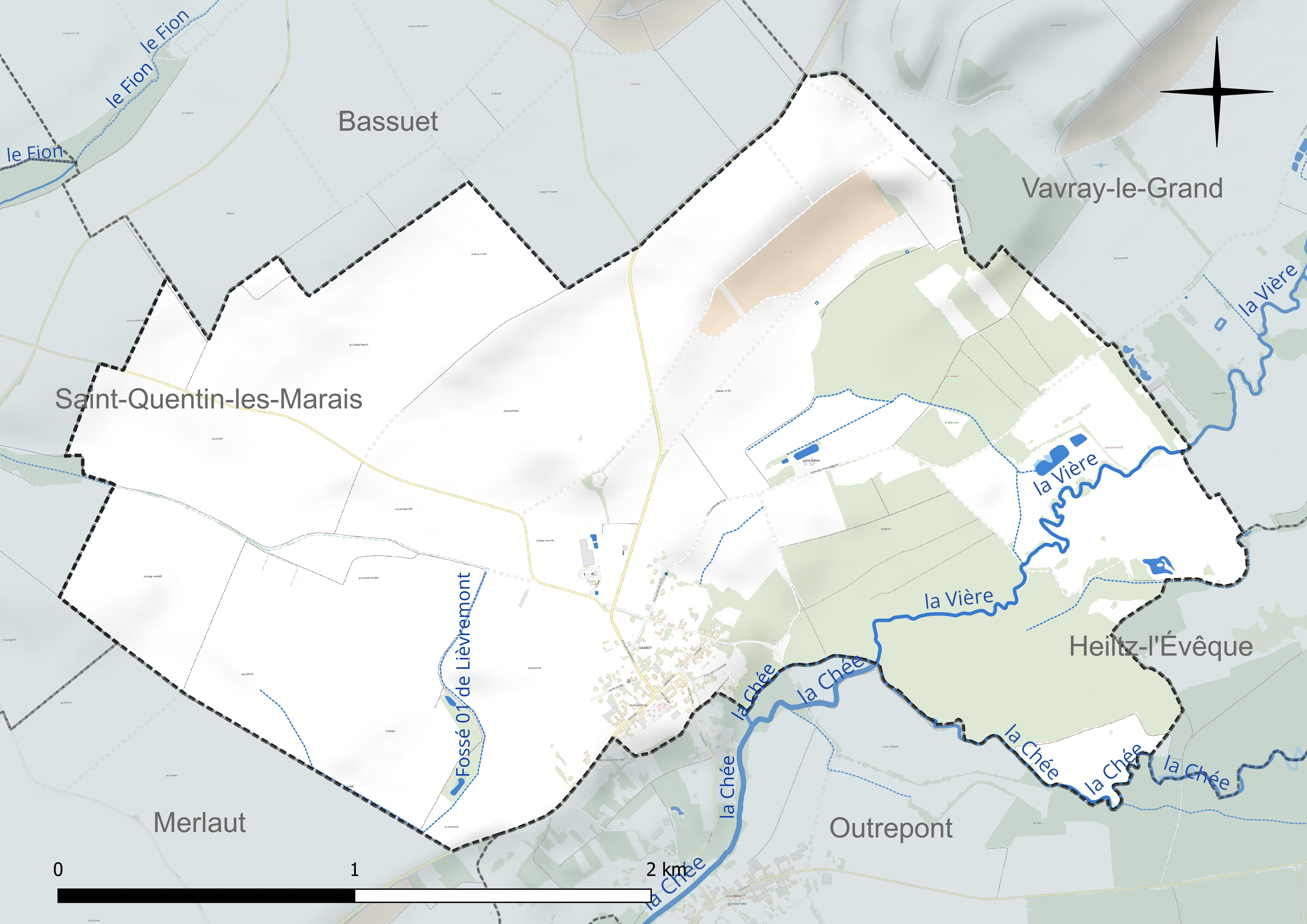
Réseau hydrographique de Changy.

La Vière, d'une longueur de 42 km, prend sa source dans la commune de Noirlieu et se jette  dans la Chée à Outrepont, après avoir traversé 13 communes. 

### Climat
Pour des articles plus généraux, voir Climat du Grand Est et Climat de la Marne.
En 2010, le climat de la commune est de type climat océanique dégradé des plaines du Centre et du Nord, selon une étude du Centre national de la recherche scientifique s'appuyant sur une série de données couvrant la période 1971-2000. En 2020, Météo-France publie une typologie des climats de la France métropolitaine dans laquelle la commune est exposée à un climat océanique altéré et est dans la région climatique  Nord-est du bassin Parisien, caractérisée par un ensoleillement médiocre, une pluviométrie moyenne régulièrement répartie au cours de l’année et un hiver froid (3 °C). 
Pour la période 1971-2000, la température annuelle moyenne est de 10,7 °C, avec une amplitude thermique annuelle de 16,1 °C. Le cumul annuel moyen de précipitations est de 769 mm, avec 12,3 jours de précipitations en janvier et 8,6 jours en juillet. Pour la période 1991-2020, la température moyenne annuelle observée sur la station météorologique de Météo-France la plus proche, « Frignicourt », sur la commune de Frignicourt à 10 km à vol d'oiseau, est de 11,5 °C et le cumul annuel moyen de précipitations est de 694,6 mm. 
La température maximale relevée sur cette station est de 41,7 °C, atteinte le 25 juillet 2019 ; la température minimale est de −22 °C, atteinte le 9 janvier 1985,,. 
Les paramètres climatiques de la commune ont été estimés pour le milieu du siècle (2041-2070) selon différents scénarios d'émission de gaz à effet de serre à partir des nouvelles projections climatiques de référence DRIAS-2020. Ils sont consultables sur un site dédié publié par Météo-France en novembre 2022.

## Urbanisme

### Typologie
Au 1er janvier 2024, Changy est catégorisée commune rurale à habitat dispersé, selon la nouvelle grille communale de densité à sept niveaux définie par l'Insee en 2022.
Elle est située hors unité urbaine. Par ailleurs la commune fait partie de l'aire d'attraction de Vitry-le-François, dont elle est une commune de la couronne,. Cette aire, qui regroupe 73 communes, est catégorisée dans les aires de moins de 50 000 habitants,.

### Occupation des sols
L'occupation des sols de la commune, telle qu'elle ressort de la base de données européenne d’occupation biophysique des sols Corine Land Cover (CLC), est marquée par l'importance des territoires agricoles (79,2 % en 2018), en augmentation par rapport à 1990 (77,3 %). La répartition détaillée en 2018 est la suivante : 
terres arables (64,7 %), forêts (20,8 %), prairies (8,4 %), zones agricoles hétérogènes (6,2 %). L'évolution de l’occupation des sols de la commune et de ses infrastructures peut être observée sur les différentes représentations cartographiques du territoire : la carte de Cassini (XVIIIe siècle), la carte d'état-major (1820-1866) et les cartes ou photos aériennes de l'IGN pour la période actuelle (1950 à aujourd'hui).

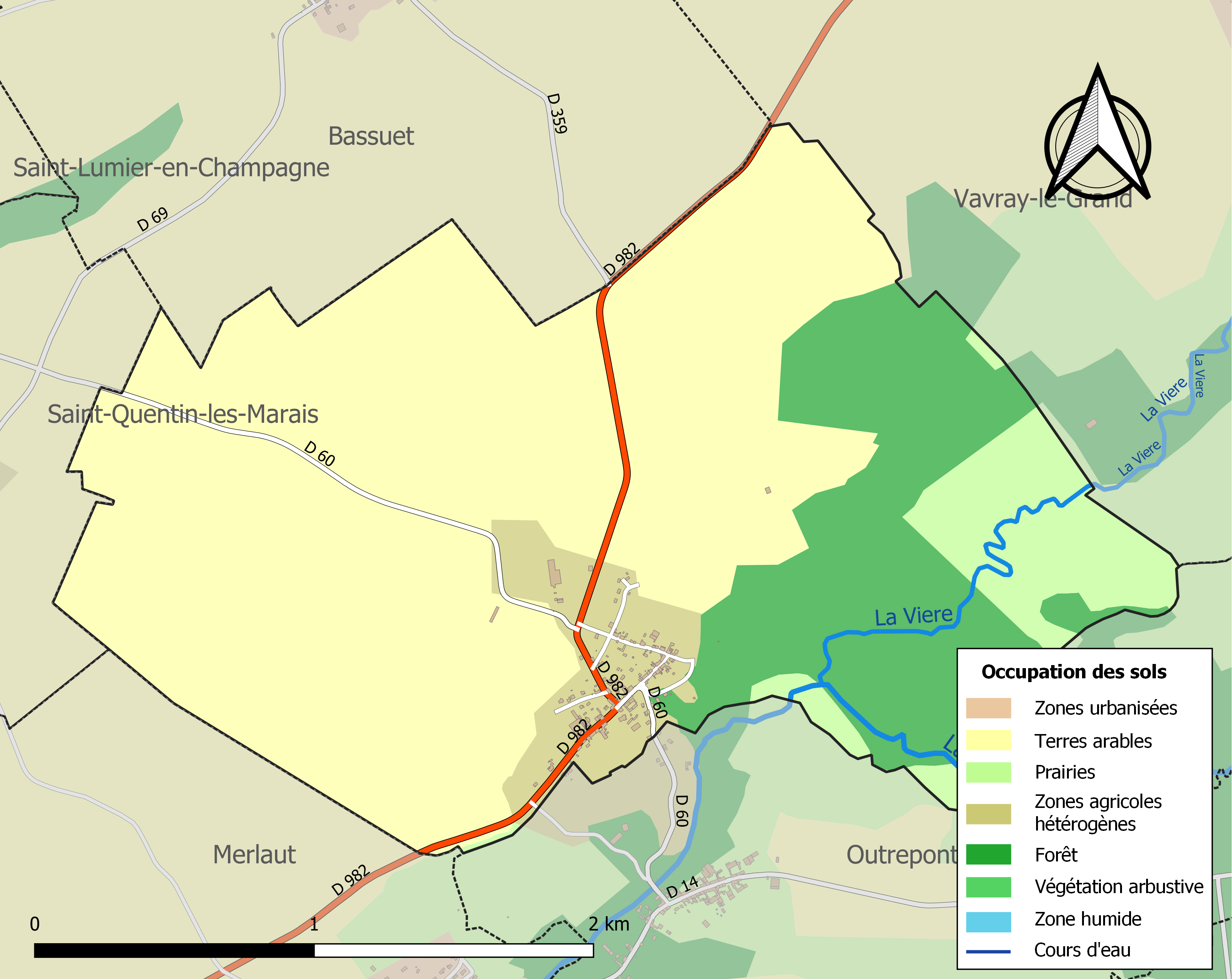
Carte des infrastructures et de l'occupation des sols de la commune en 2018 (CLC).

## Toponymie
Le nom de la localité est attesté sous les formes Vicus qui dicitur Camisiacus (853) ; Chainsei (1131-1142) ; Keansi (1168) ; Chamsiacum (1171) ; Chenseium (1179) ; Chanseiacum (1183) ; Chainseium (1193) ; Cheinseium (1213) ; Chinsil (vers 1222) ; Changeium (1224) ; Chainseyum (1238) ; Cheinsi, Cheinsei (1240) ; Chainseum (1251) ; Chaynseium, Chaynsi (vers 1252) ; Chanseium (1255) ; Cheynsi, Chainsy (1266) ; Chainsei (1297) ; Changiacum (vers 1300) ; Changy (1380) ; Chamsy (1396) ; Changeyum (1405) ; Chamzé (1440) ; Chancy (1462) ; Chaingy (1463) ; Changey (1469) ; Changy-en-Champaigne (1482) ; Chaingeyum (1486) ; Chamsi (1499) ; Chamgy, Chavigny (1508) ; Champgy (1516) ; Changey (1696).

Le nom de Changis-sur-Marne serait issu, selon le livre des évêques de Meaux et d'Albert Dauzat, de Combiacum ou Congiacum. Il s'agirait là d'un toponyme de Courbe ou Conge signifiant « Courbure » comme celle correspondant à la Vière.

## Histoire

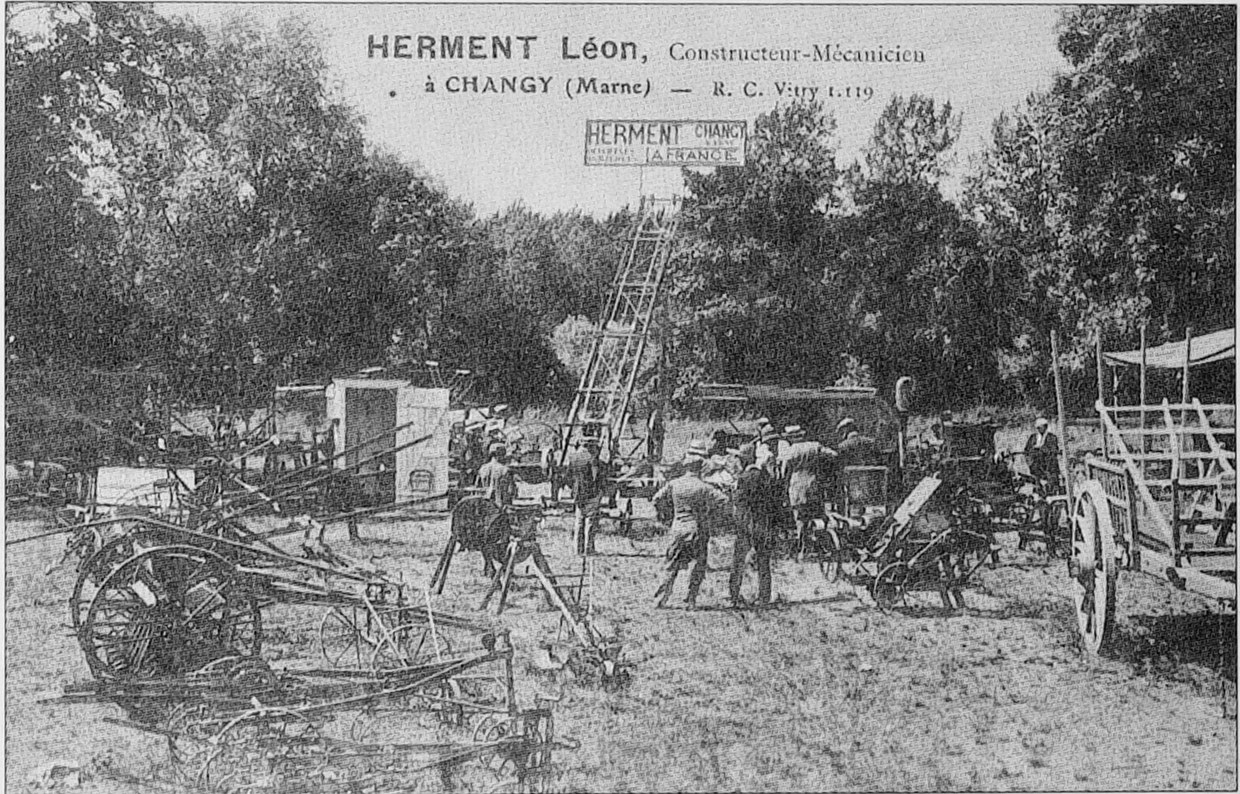
Sur une carte postale ancienne.

Changy était à l'époque franque le chef-lieu d'un pagus du nom « pagus Camsiacensis » ou  « pagus Camizisus », appelé de nos jours « pays Changeois », démembré du civitas de Châlons. Son territoire est réuni dès la fin du IXe siècle au « Perthois ».

## Politique et administration
| Période                                  | Période                      | Identité          | Étiquette | Qualité                        |
| ---------------------------------------- | ---------------------------- | ----------------- | --------- | ------------------------------ |
| Les données manquantes sont à compléter. |                              |                   |           |                                |
| mars 2008                                | En cours (au 4 juillet 2014) | Jean-Claude Manfe |           | Réélu pour le mandat 2014-2020 |

## Équipements et services publics

### Eau et déchets
Le service public des déchets est assuré par le Syndicat mixte du Sud-Est Marnais (SYMSEM), qui a mis en place une redevance incitative. La collecte des ordures ménagères résiduelles (en bacs noirs pucés ou en sacs rouges prépayés) et des emballages ménagers recyclables (en sacs jaunes) est réalisée en porte à porte. Le SYMSEM adhérant au syndicat de valorisation des ordures ménagères de la Marne (SYVALOM), ces déchets sont amenés en centre de transfert à Sainte-Menehould ou Vitry-en-Perthois, puis valorisés sur le site de La Veuve. La collecte du verre se fait en apport volontaire, avant transformation dans une usine de Reims. Pour les déchets volumineux ou dangereux, le SYMSEM met à disposition de ses habitants une plateforme de déchets verts et gravats, à Saint-Amand-sur-Fion, ainsi que 12 déchèteries, à Arrigny, Courtisols, Givry-en-Argonne, Mairy-sur-Marne, Pargny-sur-Saulx, Pogny, Sainte-Menehould, Thiéblemont-Farémont, Valmy, Vanault-les-Dames, Villers-en-Argonne et Ville-sur-Tourbe.

## Population et société

### Démographie
L'évolution du nombre d'habitants est connue à travers les recensements de la population effectués dans la commune depuis 1793. Pour les communes de moins de 10 000 habitants, une enquête de recensement portant sur toute la population est réalisée tous les cinq ans, les populations de référence des années intermédiaires étant quant à elles estimées par interpolation ou extrapolation. Pour la commune, le premier recensement exhaustif entrant dans le cadre du nouveau dispositif a été réalisé en 2008.

En 2022, la commune comptait 116 habitants, en évolution de −2,52 % par rapport à 2016 (Marne : −1,19 %, France hors Mayotte : +2,11 %).
| 1793 | 1800 | 1806 | 1821 | 1831 | 1836 | 1841 | 1846 | 1851 |
| ---- | ---- | ---- | ---- | ---- | ---- | ---- | ---- | ---- |
| 528  | 286  | 308  | 306  | 313  | 307  | 322  | 317  | 317  |

| 1856 | 1861 | 1866 | 1872 | 1876 | 1881 | 1886 | 1891 | 1896 |
| ---- | ---- | ---- | ---- | ---- | ---- | ---- | ---- | ---- |
| 290  | 279  | 261  | 227  | 223  | 202  | 192  | 202  | 185  |

| 1901 | 1906 | 1911 | 1921 | 1926 | 1931 | 1936 | 1946 | 1954 |
| ---- | ---- | ---- | ---- | ---- | ---- | ---- | ---- | ---- |
| 193  | 189  | 168  | 163  | 161  | 135  | 125  | 139  | 138  |

| 1962 | 1968 | 1975 | 1982 | 1990 | 1999 | 2006 | 2008 | 2013 |
| ---- | ---- | ---- | ---- | ---- | ---- | ---- | ---- | ---- |
| 148  | 137  | 122  | 124  | 144  | 144  | 122  | 116  | 116  |

| 2018 | 2022 | - | - | - | - | - | - | - |
| ---- | ---- | - | - | - | - | - | - | - |
| 117  | 116  | - | - | - | - | - | - | - |

## Culture locale et patrimoine

### Lieux et monuments
- Ancienne chapelle appelée de Saint-Nicolas, fondée en la maison de la Mer à Changy, nommée aussi la Metz et La Meth. C'était la chapelle d'une ancienne léproserie, fondée à Changy. Elle est dite de fondation royale en 1648. Cette maladrerie fut unie à l'abbaye Saint-Memmie de Châlons au commencement du XIIIe siècle[25].